# 2004年中華民國總統選舉
2004年中華民國總統選舉，即中華民國第十一任總統副總統選舉，於2004年（民國93年）3月20日舉行，為中華民國第3次正、副總統公民直選，採用普通、直接、平等、無記名、單記、相對多數投票制度。
選舉結果，尋求連任的時任總統陳水扁與時任副總統呂秀蓮以不到3萬票的微小差距險胜。兩組候選人得票率僅差0.23%，為歷年及世界總統選舉罕見，而且廢票高達33萬票，為上屆三倍之多，因此另一總統候選人連戰及泛藍支持者要求立即查封所有票箱以備驗票。後來連宋陣營提出當選無效之訴，最高法院最終判決敗訴定讞，陳水扁順利連任。

## 議題

### 經濟民生
經濟問題上，在野的中國國民黨及親民黨兩黨指責民主進步黨執政無能，搞垮台灣的經濟。兩黨進一步比較民進黨執政前與執政後的經濟形勢，試圖證明陳水扁任內的台灣經濟在下滑，失業人數上昇，而大學畢業生求職困難等。但陳水扁政府則稱，經濟問題是國際大環境（如IT泡沫等）所造成的，與其他一些地區如歐盟、新加坡、香港等比起來，台灣的失業問題並不太嚴重，經濟表現也不算太糟。執政黨支持者認為在野黨仗著其在立法院較多的席次，進行長期「非理性」政治杯葛，造成政治爭端不斷，也必須負起責任。

### 兩岸關係
民進黨時而指責國親是親中華人民共和國的政黨，甚至暗示兩黨有「賣台」意圖。民進黨也批評國民黨是「外來政權」，長期打壓本土人士。國親聯盟則反過來批評民進黨的兩岸政策會為台灣帶來災難。在兩岸直航的問題上，民進黨持保留態度，而國親則趨於贊同，認為有助經濟發展。10月中旬，時任總統陳水扁在接受美國《華盛頓郵報》記者專訪時稱，國親接受中國的「暗助」。國親對此強烈否認，並控告時任總統陳水扁，不過因時任總統陳水扁享有司法豁免權而未獲受理。
在統獨的問題上，國親旗幟也並非十分鮮明，始終不願公開、明確地支持統一併以此為選舉的主要政見之一。不過連戰2003年10月在美國的一個智庫會議上發表講話時，再次表示國民黨的立場，即支援一中各表，並向在場的美國政策顧問們解釋了一中各表的含義。但國親不願意公開提一個中國或統一，有人認為主要是擔心時任總統陳水扁會抓住把柄，批評國親是「外來政權」甚至與中共勾結賣台。國親始終堅持的只是維持現狀、緩和台海局勢。但副手宋楚瑜所提出的「一中屋頂」主張，卻被認為有著更向一個中國立場靠攏的意味。

### 省籍與族群
統獨意識形態爭議因台灣的省籍矛盾而更加複雜化。省籍問題是多次選舉中雙方都會面對的敏感問題。台灣人口中，有約15%是1949年前後隨國民黨遷到台灣的「外省人」，其餘人口絕大多數則為1949年前遷移來台的中國大陸移民後裔（稱為「本省人」）以及屬於南島民族的台灣原住民。民進黨多次指責國親是少數人的政黨，忽視多數人的權益，將台灣大部分的福利分配不均，幾乎都落到戰後來台外省人身上，同時也批評國民黨歧視本土族群。而國親反過來批評民進黨玩弄省籍問題，故意挑撥族群關係，是在搞民粹主義。
2月28日是台灣二二八事件紀念日。民進黨以這次機會舉辦史上規模最大的一次群眾集會活動「二二八手護台灣」，參與的150萬群眾從南到北手牽手，喊出「支持公投」、「反對飛彈」、「中國NO」、「台灣YES」等口號。此外，國親也在高雄市舉行「心連心」紀念活動，也有數十萬群眾出席。對於雙方陣營在2月28日以族群和解為名舉行大型造勢活動，多個團體和個人表示反對。族群平等行動聯盟就批評，兩個陣營都假借族群融合製造族群仇恨，在2月28日之前多次倡議雙方放棄在228當天舉辦任何活動。

### 新憲法制訂
2003年9月末，時任總統陳水扁在民進黨黨慶上首次提出“新憲說”，稱要在2006年“催生台灣的新憲法”，並在民進黨內邀集學者專家，成立「九人制憲小組」，由台灣大學名譽教授李鴻禧擔任召集人，初步研究新憲法的架構，但卻刻意對新憲法的內容保持模糊。支持台灣主權獨立的人士認為“新憲說”是與前總統李登輝提出的「2008年建國論」相呼應，而民進黨人士則否認新憲法將涉及更改國號或變更領土範圍等敏感議題，但雙方皆同意現在所施行的1947年在中國制定的這部憲法，已經與台灣現狀脫節。“新憲說”被提出後成功地使民進黨獲得支持改革及台灣認同代言人的形象，而國民黨也在10月10日“雙十節”時宣佈要在當選後修改憲法，完善憲政體制，但否認是由於受到時任總統陳水扁的新憲說的壓力，稱很早就有修改現行憲法的企圖。
2003年10月1日，時任副總統呂秀蓮召開記者會，以「由民主大憲章到催生新憲法」為題深入闡述。10月25日，民進黨發動20萬人大遊行，支持公投、制新憲法。在這次遊行中，副總統呂秀蓮首次提出要開創台灣新時代，更改台灣的國號，使之成為一個“正常的國家”。民進黨在選舉中日漸傾向台獨的言論，很多觀察家認為是為了兩點原因：一、鞏固台獨與本土人士選票；二、激怒中華人民共和國，激起台灣民眾的逆反心理，從而幫助提昇民進黨支持度。這在2000年時已有先例，當時在選舉前幾天，中國大陸的國務院總理朱鎔基曾發表對台強硬談話，令台灣民眾反感。但這次北京當局始終保持沉默，很少對台灣政局表示評論，美國則對總統陳水扁施加壓力，令該策略失效。時任總統陳水扁的言論也使華盛頓感到越來越擔心，美國CNN記者就報導布希政府目前需要中國大陸在各項議題上的支持，因此對台獨無法容忍。:195

### 公民投票
公投議題也相當突出。2003年6月時任總統陳水扁提出，將兌現2000年中華民國總統選舉時的承諾，在任內推動政策諮詢性公投，但將不涉及敏感的政治地位等公投。但是7月台灣立法院召開臨時會議時，《公投法》並沒有獲得通過。不過時任總統陳水扁依然堅持公投，並說會以行政命令方式推動，在2004年總統選舉前舉行有關龍門核能發電廠（核四）的公民投票。國親陣營指責時任總統陳水扁試圖通過公投議題激怒北京當局，惡化兩岸關係、挑撥台灣民意，從而操控選舉。國親兩黨首先是反對，後來態度改變，支持公投立法，但是時任總統陳水扁必須為後果負全部責任。儘管如此，7月的立法院臨時會議上由於兩個陣營無法在公投法細節上達成協定而未能立法。之後在野黨就宣佈反對在無法可依的情況下強行進行公投。 
到12月，情勢發生轉變，泛藍宣佈不再阻擋《公投法》，使得該法順利通過，但是卻有諸多限制（剝奪行政部門提出公投的權利，但卻使立法機關變相擴權，進而有機會操縱「公投審議委員會」……等）。時任總統陳水扁稱將使用《公投法》第17條所賦予總統的權力舉行“防禦性公投”，後又在美國的壓力之下改口為“防衛性公投”，再到“和平公投”，但是依然面對美國方面的強大壓力。而在泛藍的操作下，民進黨在公投議題上已經沒有占到優勢，反而失去了美國的信任。儘管如此，時任總統陳水扁還是在2004年1月公佈了兩個公投題目，並表明不受國際壓力影響，堅持彰顯台灣人民反對中國軍事威脅的意志。
針對時任總統陳水扁的動作，國親表示反對，宣稱時任總統陳水扁的行為違法，因為他在國家主權沒有變更之虞的情況下就發動公投，而且兩個公投題目（是否支持要求中國大陸撤除對台飛彈，和是否支持兩岸和談）本來就已經是台灣人民的共識，沒有舉行公投的必要。雖然在野黨表示反對，卻不願意發動拒領公投票等行為來抵制，擔心這樣做會影響到目前對泛藍有利的選情，且泛藍陣營內部，對於公投的意見也不一致。 
民進黨方面，則繼續宣傳公投的必要性。他們認為，中國以將近700枚導彈瞄準台灣，隨時有可能意圖以強勢武力，威脅台灣主權獨立的現狀，符合公投法第17條「國家主權有變更之虞」的意旨。且台灣人民反對中國武力侵略的主流民意，必須透過公投，讓國際上能夠更明確地了解。行政院新聞局宣佈，願意就是否應該舉行公投一事與在野或民間人士舉行10場辯論會，但國親因選舉考慮表示不願意參加。不過到2月17日，公投辯論一事發生變化，政治評論家趙少康、前無黨籍立委陳文茜、作家李敖、民進黨前主席許信良等5名民間“名嘴”宣佈願意與行政院就公投議題辯論。他們批評，公投雖然是人民的基本權力，但是這次民進黨發動的公投既不合法、又沒必要，在在野黨不敢應戰的情況下，他們要站出來發表不同的聲音。在辯論會中，反方的一個共同的主軸是，公投非法，人民無論投贊同或支持，實際都預設了這種他們所宣稱的違法行為，唯一的抵制方法應該是拒絕領票，讓公投無法達到50%投票率的門檻，而最終無效。 
泛藍普遍對公投與總統選舉一起舉行感到不滿，認為是時任總統陳水扁因為自己選情告急，故意用這種方法來“綁票”。泛藍公開抵制公投，多名泛藍人士明確表示將不會領票，甚至有人說將會貼著“拒領公投票”的貼紙進投票站投票。選舉前估計，由於泛藍的不合作，公投有可能無法達到50%的有效門檻。

### 教育改革
還有一個頗具爭議性的問題是台灣教育改革。台灣教育改革1994年由中央研究院院長李遠哲領導規劃，但是在正式實施後暴露出許多問題。其中最突出的包括：學費升高、學生壓力不減反升、學生學習品質下降等。民進黨政府被指責應該為教改失敗負責，特別是在學費調漲方面。在野黨批評出生“三級貧戶”的時任總統陳水扁在當選後脫離了底層中低收入階層，學費負擔過重令許多學生無法進入大學。民進黨則反駁，教改是在國民黨政府時期就已經開始推動，因此國民黨才應負全部責任。事實上台灣大學學費相對於國民所得仍是遠低於世界各國。

### 候選人家產議題
在公投議題炒作不順利後，民進黨又轉而展開另一波攻勢，指責連戰的家產取得不當。民進黨稱，連戰祖上是台灣名門望族，但是家產在連家遷回中國時已變賣，連戰現在的財產是從其父親繼承而來。但是連戰父親與連戰自己都是中國國民黨公務員，怎麼可能在兩代之內積累財富新台幣200億元；民進黨又在連戰矢口否認在國外擁有房產後，挖出連戰在美國有三棟房產。國民黨則先是否認連戰200億財富的說法，後又指責陳水扁當總統的3年內，股票市值增長140%，而同時期全台灣人民股票市值平均減少20%；國民黨還稱，時任總統陳水扁的兒子在服兵役期間就可以開四門跑車，質疑陳水扁的財產來源。

### 黑金
黑金指的是執政黨利用行政優勢，從財團或個人取得非法或不當利益。在過去，“黑金”一詞始終與國民黨聯繫在一起，國民黨被認為是黑金政黨。而前總統李登輝則是“黑金之父” 。在2000年的總統選舉中，“終結黑金”一直是民進黨的重點選舉訴求之一。但是在這一次的選舉中，民進黨政府，甚至時任總統陳水扁本人的清廉作風遭到在野黨質疑，最主要的批評就是陳水扁當選前一直攻擊國民黨黑金，當選後卻立即與前總統李登輝結盟，兩人關係形同父子。此外，也有報導稱，一直被指責是地方黑道大佬的立委顏清標被時任總統陳水扁多次召見；還有報導則稱時任總統陳水扁會見南部一地下賭盤莊主，這些都對時任總統陳水扁的改革形象造成嚴重衝擊。但是許多親泛綠陣營的學者則主張，黑金問題其實是泛藍陣營（更準確一點說，應該是國民黨）過去長期執政時，為掌控地方勢力，特意扶植地方黑道或派系所造成的。指控前總統李登輝為“黑金教父”，對他並不公平；另一方面來說，在國民黨執政的威權時期（即兩蔣執政期），仍然保有「家天下」的觀念，意即黨國不分、而黨領導者自然可以站受黨（即國家）的資源，所以不存在黑金問題，因為本來就是國庫通黨庫、黨庫通家庫。又當時威權政府控制媒體，不許民眾質疑。才會有「連戰兩代公務員家產二百億仍為合理」的思想。泛綠稱稱前總統李登輝為「黑金教父」，只是當時李進行本土化路線時，受到當時既得利益者攻擊的緣故。時任總統陳水扁與前總統李登輝是為了維護台灣主權獨立，和促進台灣邁向正常國家的共同政治目標，才會進而結盟的。若進一步抽絲剝繭分析，可發現黑金問題在蔣中正以及蔣經國執政時期雖然存在，但是卻是在李登輝時期有了明顯的惡化。總之，稱李登輝為“黑金之父”是否妥當仍待歷史評論。
在選舉之前30多天，台灣的企業界人士，因負債數百億台幣遭到台灣法院通緝的陳由豪在香港表示，曾經以政治獻金方式資助國、民兩黨。 3月1日，陳由豪又公開指控時任總統陳水扁，宣稱他曾經親自到時任總統陳水扁家中，送給第一夫人吳淑珍600萬現金。他還稱，時任總統陳水扁一共收受至少1400萬有記錄的政治獻金。但是諸多指控，都未能提出更為明確的證據。而台灣的檢調機關也持續要求陳由豪回國說明，但陳由豪卻一直避不回應。由於陳由豪只透過媒體提出指控，因此也受到泛綠陣營普遍懷疑可能是泛藍陣營在背後操縱:200。
3月15日，陳由豪再度在美國召開記者會，稱他一共給民進黨2,030萬元政治獻金，還公佈了之前一直被廣泛揣測的那位隨陳由豪到時任總統陳水扁家的“大老”就是民進黨立法委員沈富雄。對此沈富雄在3天後出面說明承認有此事，但不排除他自己或吳淑珍記錯了，他還表示自己有相關的證據，但是一定要到法庭上才會公佈。對此前民進黨主席許信良表示，既然沈富雄已經承認有此事，吳淑珍就應該履行自己的諾言，讓時任總統陳水扁退選，但是吳淑珍之後又表示自己不會記錯。整件事情已經演變成為時任總統陳水扁個人的誠信問題，即使政治獻金不算違法。

### 中國國民黨黨產爭議
國民黨黨產問題在每一次選舉時重複被民進黨提出，但因泛藍國會過半，法案無法成立，被稱為「吸票議題」。泛藍指控民進黨每每都在選舉前才開始炒作平日卻沒有太大行動，這點已經成為台灣人民心中的問號，黨產議題是否只是民進黨炒作選舉的議題；國民黨認為因親泛綠陣營媒體的密集報導，多少遭到損害。許多台灣民眾更對國民黨已經徹底洗心革面表示懷疑。泛綠表示國民黨在獨裁時代不當取得的資產，至今沒有歸還，且有透過所謂「信託化」的手段，藉以脫產的嫌疑。對於此一議題，除了泛綠陣營立法委員要求政府追討外，行政院也提出「不當取得黨產處理條例」。但在立法院遭到泛藍陣營立法委員聯手在程序委員會封殺，讓人民更為懷疑國民黨「還財於民」的誠意。泛綠也表示，追討黨產的動作一直在進行中，並非到了選舉才提出。

## 競選過程

### 民意調查
從上面的圖表可以看出，連宋從最高時領先20個百分點逐漸下滑，直到宋楚瑜下跪後跌至低谷，只領先3個百分點，已經是在誤差範圍之內。但是之後隨著泛藍選戰開打，民調的支持度又開始回升。在選前兩個禮拜，根據各個不同媒體、智庫、和政治團體所發布的民調，雙方幾乎是不分上下。台灣智庫所公佈的數字是陳呂40.4%、連宋39.5%（3月8日）；民進黨的數據是陳呂37.6%、連宋36.1%（3月7日）；國民黨的數據是陳呂29.8%、連宋34.8%（3月5日）；世新大學的數據是陳呂27.3%、連宋27.1%（3月2日）。選舉前一周國親召開記者會，稱根據內部民調顯示連宋可贏70萬票，而民進黨方面則稱陳呂可小贏16萬票。
港資的TVBS也首次在選舉當天舉行出口民調。出口民調在許多國家都被使用過，被證明是非常準確的一種民意調查。TVBS原本宣布將在全台300多個投票所採樣，在選舉當天的4點01分公布結果，但是最後卻因投票時間延長而拖延到5點30分左右才公布結果，而且是認為連宋以7個百分點獲勝。出口民調的失准一般有兩種看法，一種認為是技術原因導致民調失准，例如缺乏經驗、選舉機構規定不得近距離採樣、拒訪率高等。特別是拒訪率的問題，這次民調的拒訪率高達三成，這樣的拒訪率已經讓民調數字無意義；而且以以往的經驗，支持綠營的選民比較不願意公開選舉意向。但是也有人認為出口民調的結果正好證明選舉開票過程有問題。實際上，台灣高度政治化的媒體生態，使得泛綠選民經常不對傳統上被其認定為支持對手陣營的媒體表示意見，諸如擁有2100全民開講節目的TVBS，以及過去作為國民黨侍從報系的聯合報，此類媒體所做的民意調查一直都有機構效應（House Effect）的問題，存在著與事實相當程度的偏差。歷次的選舉顯示，這些偏差約在數個至十幾個百分點不等。

### 被連署人
這次總統選舉，中央選舉委員會公告的被連署人共計二組，至民國93年（2004年）1月3日17時30分截止提出連署書，統計如下表：
| 被連署人 | 被連署人 | 被連署人 | 連署書份數                   | 連署書份數                   | 連署書份數                   | 連署書份數                   | 通過與否                     |
| 總統     | 副總統   | 所屬政黨 | 提出連署人數                 | 刪除連署人數                 | 合格人數                     | 收件機關                     | 通過與否                     |
| -------- | -------- | -------- | ---------------------------- | ---------------------------- | ---------------------------- | ---------------------------- | ---------------------------- |
| 吳松財   | 吳志宏   | 無黨籍   | 0                            | 0                            | 0                            | 沒有提出連署書件             |                              |
| 楊天錫   | 黃春申   | 無黨籍   | 294                          | 7                            | 287                          | 彰化縣選舉委員會             |                              |
| 連署時間 | 連署時間 | 連署時間 | 2003年11月20日至2004年1月3日 | 2003年11月20日至2004年1月3日 | 2003年11月20日至2004年1月3日 | 2003年11月20日至2004年1月3日 | 2003年11月20日至2004年1月3日 |
| 門檻     | 門檻     | 門檻     | 237,341                      | 237,341                      | 237,341                      | 237,341                      | 237,341                      |

### 選舉策略

#### 泛綠
民進黨的選舉主軸很早已經定下，即以公投為選舉的主軸，此外民進黨也拋出2006年制憲，卻故意模糊2006年新憲法的內容，在鞏固自己的基本盤的情況下，也同時拉攏一些支持改革的中間／淺綠選民。
民進黨對於泛藍指控經濟狀況問題，採用以下方法應對：1.由於2003年底、2004年的台灣經濟已經恢復許多、並強調經濟情況不佳主因不是執政無能。2.公投及台灣的政治地位問題以轉移焦點。3.強調過於冒進的三通及西進政策會造成產業外移、失業率上升，反而不利台灣經濟。
另外泛綠也意識到必須團結、鞏固自己的基本選民，為此他們動員20萬人發動1025公投大游行，再次展示自己在南部的實力。同時他們也透過“負面文宣”，批評對手的參選人，雖然有可能喪失一些中間選民的選票，卻有利於鞏固傳統的親泛綠選票。
民進黨的策略在很大程度上是十分成功的，再加上時任總統陳水扁2003年10月過境美國出席多個公開場合，宣揚其在外交上的成就，使陳呂與連宋的民調差距從2003年3月最高時的15%左右已經縮小到3%的誤差範圍以內，總統府祕書長邱義仁形容這次選舉將會是“割喉戰”，綠軍僅差40萬票。
選戰開始時，民進黨的主要策略就是攻擊2000年選舉時聲望較高的宋楚瑜，其中之一就是指責宋楚瑜是 “散財童子”，在擔任台灣省主席期間利用經濟資源鞏固自己在地方的影響，“要5毛給1塊”，揮霍公款以突現自己的政績。宋楚瑜在擔任省主席期間以親民的形象獲得很高的民意支援，民進黨希望通過打壓宋楚瑜來打擊連宋的高支持度，也可分化藍營的團結。而諷刺的是，“散財童子”的“封號”正是 2000年總統選舉時國民黨批評宋楚瑜的主要宣傳手段，民進黨在2004年選舉中故意將2000年時連宋的矛盾暴露出來，希望能造成連宋是為利益結合的印象。對此親民黨表示現屆政府也同樣花費上百億元用於高速鐵路的建設，也是一種鞏固選票的行為，但不同的是民進黨政府用掉大筆資金，卻依然無法改善台灣經濟。國親也將2000年選舉時的分裂歸罪於當時的國民黨主席李登輝。

#### 泛藍
泛藍因連宋民調高，主打傳統選戰：即鞏固外省票，透過軍公教系統團結淺藍票，經由農漁會地方派系樁腳拉攏中間票，故不打議題選戰，且也沒有進行任何大規模的造勢活動。 但由於民進黨的聲勢高漲，令連宋的支持度從剛剛宣佈聯合時的超過50%一路下滑，甚至在一些民調中已經落後民進黨1%。
對此，很多人認為主要是由於泛藍沒有意識到選舉已經接近，而是依然認為自己遙遙領先，能夠依靠基本盤獲勝。有人警告，台灣選民的基本結構已經從2000年時的60比40改為55比45。很多人建議，國親應該立即合併，以更有利於統一選舉步調。此外也有人提議將“中國國民黨”改名為“國民黨”或“台灣國民黨”，以突現本土化成分。此外，有人也批評連戰所謂選舉是中華民國對台灣共和國的說法，認為國親應該將選舉焦點帶到經濟方面，而不是在政治定位上與泛綠較量。
隨著民調的不斷下滑，國親也有一些選舉策略上的調整。11月8日泛藍在台中舉行首場造勢晚會，試圖拉抬選舉氣氛，凝聚選票。11月底國親又在公投議題上重拳出擊，國親提出的公投版本大獲全勝，令民進黨的選舉策略受到重大影響。之後泛藍決定由王金平出任連宋競選總部主委，馬英九為總幹事。王金平在泛藍較弱的南部有很大影響力，而馬英九則是國民黨的政治明星，兩人在選舉中擔任要角，無疑幫連宋加分不少。
泛藍另一個需要面對的問題是“宋強連弱”。宋楚瑜一直一來就十分善於選舉造勢，而連戰卻一直被認為沒有領袖魅力。在這種情況下，泛藍的候選人時常給人造成“宋強連弱”的印象，使得一些國民黨的支持者擔心，如果連宋當選，宋楚瑜有可能掌控實權。對此宋楚瑜不得不減少發言次數，讓連戰擔當主角。到2003年12月時，大多數關於“宋強連弱”的擔憂已經消失。
連宋之間的另一個問題是連宋兩人在2000年總統大選期間互相攻擊（例如連戰曾經攻擊宋楚瑜不敢承認兩國論）、攻擊言論還算惡毒；兩個互相攻擊的人居然在2004年合作競選政府總統，此點也成為泛綠選民揶揄的主題之一。
在整場選舉中，泛藍始終沒有能夠主導選舉主軸，將焦點轉移到民生經濟議題上來。他們猛烈批評執政黨沒有執政能力，而突顯自己擁有專業的行政團隊，豐富的行政經驗，還拉來5名諾貝爾經濟學獎得主，為他們的經濟政策背書。但是儘管如此，相較之下顯然泛綠提出的公投制憲等議題更為吸引人，而且媒體在經濟上對於泛綠的攻擊已經很有效果。不過一些專家則認為，媒體所沒有興趣的並不等於公眾就一定沒有興趣，事實上大多數人對於公投的兩個題目都不清楚，他們或許更關注跟自己生活週遭的事情。另外，泛藍的三通議題對於人民的吸引力也令人質疑，畢竟三通很可能加速產業外移、增加失業率，對於台灣的農民、勞工及社會治安有負面影響。
泛藍當然也同泛綠使用負面文宣助選。長久以來，泛綠譴責台灣媒體除民視及自由時報之外大多或明或暗的支持連宋配（三立電視台是在大話新聞以後才被貼上泛綠標籤），並與泛藍合作助選連宋，泛綠屢次批評，認為泛藍「有媒體出政權」。

### 群眾動員

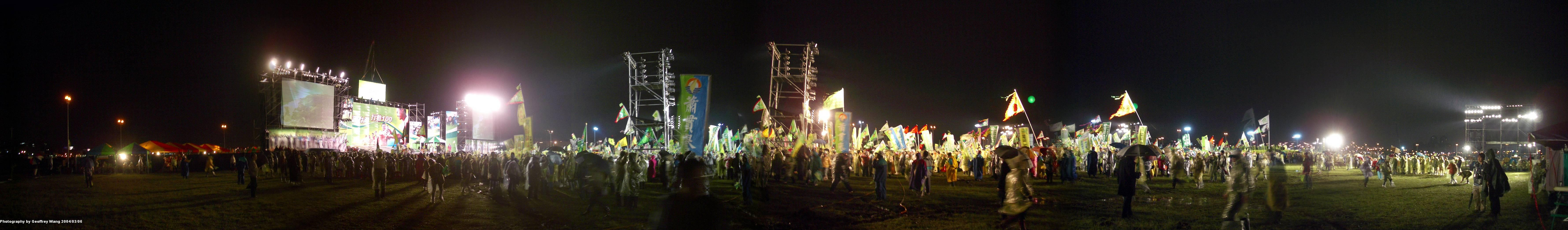
2004年中華民國總統競選活動的全景攝影，攝於2004年3月6日，三重疏洪道下的廣場。

台灣選舉的一個大特色就是動員群眾舉行“造勢”活動。許多人相信，大型“造勢”活動對於拉抬選情有很大幫助，這在大型造勢活動後的民調中也有反映。但是還有一些人則認為，“造勢”活動對於改變選民意願沒有任何幫助，而台灣真正的“中間選民”人數很少，所以此類活動並沒有實際效果。不過兩邊陣營卻都認為，“造勢”雖然不會改變選民投票意向，但是有利於凝固自己的基本盤，並且鼓勵那些傾向自己，卻並不堅定或不願意投票的選民最終出來投票。

#### 泛綠
泛綠陣營最大規模的一場“造勢”活動是2月28日所舉行的“二二八手護台灣”活動，有意仿照1990年，波羅的海三小國為爭取脫離前蘇聯統治，達成主權獨立而組成的「人間之鏈」。當天下午2點28分，泛綠的支持者們手牽手，沿著台一線道路，從台灣北端的基隆市和平島，一直牽到台灣南端的屏東縣佳冬鄉昌隆村（取其「和平昌隆」之意），形成一條300多公里的人龍，不少地區還出現了兩、三排的人龍。參與者各出花招突顯自己，彷彿一場嘉年華會。活動通過紀念二二八事件，終結悲情，賦予新意義。與支持公投，反對中國大陸以導彈瞄準台灣，意圖武力侵略等訴求，凝結支持民進黨的力量。人們先面向台灣這邊的方向，高喊「Say Yes to Taiwan」。再面向中國大陸的方向，高喊「Say No to China」。時任總統陳水扁、前總統李登輝等人在苗栗縣的主會場發表講話，再次重申反對飛彈、支持公投、維護台灣主權獨立，並且鼓勵民眾投票支持時任總統陳水扁。主辦者宣稱共有220萬人參加活動，不過一般媒體估計參與人數在150~170萬之間。
228活動的成功不僅表現在參與的人數，更反應在此後的民意調查之中。原先綠營一直落後藍營7~5個百分點，但在228之後，綠營只差藍營3個百分點，一些民調甚至顯示綠營有超過藍營的現象。

#### 泛藍

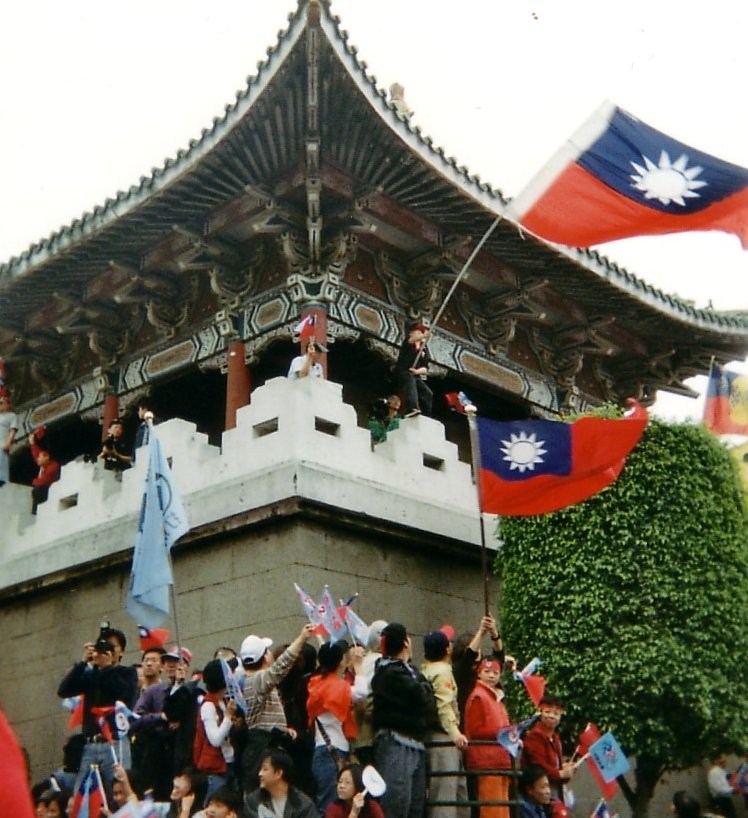
泛藍陣營於大選前夕，於景福門飄舞中華民國國旗以示造勢支持

民進黨228活動的成功令國親不得不舉行另一場活動來抗衡。他們決定在3月13日同樣發動百萬支持者的造勢活動，原先的主題是“反黑金”，後又改為反扁「嗆聲」（閩南語，意為「耀武揚威」或「叫陣」）大遊行，主要是擔心綠營諷刺國民黨是“黑金反黑金”。這場活動在全台十多個縣市同時舉行，支持者在3月13日當天下午3時20分喊出“換總統”的口號。當天，連宋王馬四人分別在臺北市、臺中市、高雄市和桃園縣四個主會場。3時20分在吹響號角後，現場群眾高喊“換總統”、“320，連宋贏”等口號。但是當天的第二個高潮則是在10多分鐘後，宋楚瑜夫婦在台中率先跪下親吻台灣土地，10分鐘後在台北，連戰夫婦更以五體投地的方式親吻土地，顯示自己熱愛台灣。泛藍的動員超出預期，他們宣稱有300萬人參加，雖然大多數媒體認為參加人數在90萬人左右。針對第一夫人吳淑珍事前諷刺活動只會是“小貓兩三隻”，泛藍還很有幽默感地鼓動支持者帶著自己的寵物貓參加活動。馬英九表示看到那麼多人的參與，讓很多泛藍人士“吃了定心丸”；王金平則表示“選局已定”。

### 電視辯論
在經過民進黨和國民黨多次的磋商之後，連戰、陳水扁終於達成協議，在2月14日、2月20日舉行兩場電視辯論會，這也是台灣歷史上首次舉行總統候選人電視辯論會。
但是2月14日首場辯論結束後，卻令很多政治評論家和普通選民感到失望。雙方在議題方面的辯論都避重就輕，兩人卻有多次針對對方的人身攻擊。但是總體而言，大多數人認為陳水扁表現較好，但是連戰的支持度依舊領先。

### 各界表態
在選舉進入白熱化的最後階段，台灣各界的人士都紛紛公開自己的投票意向。中央研究院院長、諾貝爾化學獎得主李遠哲在3月18日正式宣布，支持時任總統陳水扁。李遠哲在4年前的2000年中華民國總統大選中就已經挺扁，這次再度挺扁，而且與時任總統陳水扁一起召開記者會。他表示，民進黨雖然執政經驗不足，但是“有理想性，可塑性高”，因此繼續支持。但是台灣評論普遍認為，李遠哲這次的挺扁效力遠不如四年前高，有些評論家甚至稱他已經“信用破產”。台灣學術界很多人也批評李遠哲，再度破壞李遠哲本人上任中央研究院院長時發表的「學術中立」原則。
台灣商界的兩名重要人物，台塑董事長王永慶和長榮董事長張榮發雖然沒有公開支持連宋，卻批評政府遲遲不開放三通。其中張榮發一直是時任總統陳水扁的長期支持者，但是時任總統陳水扁上台後因三通問題兩人關係破裂。
台商的回台投票率是歷次選舉中最高的，非正式的統計，他們中的大多數人在公開場合都表態支持連宋。台商投票主要是因為民進黨中有人指責台商“不愛台灣”，而且遲遲不開放三通。台商會長估計，大約會有15萬台商返台投票，可以影響30~45萬張選票。很多台商早在2004年1月就在大陸台商中為所支持的候選人拉票，甚至傳出在大陸舉行競選造勢活動的消息，後因國台辦介入，才被取締。他們中的許多人在大陸、香港的機場中就已經舉出中華民國國旗和連宋的競選旗幟，公開挺連。除此之外，居住在其他國家的台灣僑民也紛紛返台。一般認為，越多台商和僑民返台投票，對泛藍就越有利。

## 投票期間

### 投票日前夕
3月19日下午1點45分，正在台南市市區掃街拜票的時任正副總統陳水扁、呂秀蓮遭到槍擊，時任副總統呂秀蓮膝蓋受傷，時任總統陳水扁腹部輕微擦傷。兩人後被送往奇美醫院治療，兩人均意識清醒，並無大礙，醫院外聚集大批民進黨支持者。
總統府秘書長邱義仁在3點30分證實，陳呂兩人遭到槍擊，並表示已經找到子彈，但是沒有說明一共開了幾槍、找到幾個子彈，以及是否已經逮捕凶嫌。總統府也表示已經啟動國安機制，並表示不會推遲第二天的選舉投票。連戰也在得知消息後表示“希望他們儘早康復”。
針對這次事件泛藍支持者懷疑，根據電視畫面所見推論，子彈在汽車擋風玻璃右側撞擊，留下一個彈孔，但是當時時任總統陳水扁站在汽車的右側，副總統呂秀蓮在左側，因此子彈應該是先打倒時任總統陳水扁，再擊中副總統呂秀蓮。
槍擊事件後被認為，有可能是選情緊張，因此進而引發兇手企圖槍殺，但當時選情在槍擊事件之前泛藍聲勢高漲，連宋當選在望，連宋支持者並沒有理由與動機槍殺一位即將卸任的總統，而是民進黨為了選舉而上演的“苦肉計”；如果真的是自導自演，應該不久後就會發現明顯證據（在眾目睽睽的情況下想要自導自演而不留下明顯證據幾乎不可能）。尚有人揣測，此為總統選舉地下賭盤負責人差遣殺手前往狙擊。而後的調查結果顯示，此事件應該是一名不滿時任總統陳水扁的政治狂熱者的個人行為，但是由於該嫌犯已經死亡，故調查結果只能說是最有可能的推測。
事件發生後，民進黨立即宣布停止當天下午和晚上的一切競選活動。連宋陣營也立即停止競選活動，並由馬英九和連戰夫人連方瑀赴醫院探望時任總統陳水扁。晚間，陳文茜等人召開記者會，宣稱據其「奇美小護士」內線消息，強烈質疑槍擊案的真實性，並懷疑奇美醫院詹啟賢涉嫌作假。
8月29日，李昌鈺博士發表眾所矚目的319槍擊調查報告，首先排除部份輿論所謂自導自演之可能，並指出從兩顆彈頭內找出別的工具痕跡，應該是從同一把槍所發射，李昌鈺也認為改造槍枝的是內行人。但由傷口及彈道顯示，兩槍發射間格時間不超過一秒。
TVBS曾在3月18日及19日晚間分別做了民意調查，在槍擊案前，連戰約領先10%。而槍擊案當晚的民調，連戰領先幅度掉到僅剩1%。且據TVBS調查，許多搖擺選民在槍擊案後轉而支持陳水扁，成為其當選的可能原因之一。:213-214

### 媒體灌票現象
台灣電子媒體為製造『選務資料更新比別人快』的假象，於開票過程中，在中選會各次公佈正確數字之前，即自行猜測可能之票數加入刻正播出之開票過程，待取得官方確切數字後再行調整，因此雖然最後的總票數正確，開票中途之數字實為自行灌水而得，這種情形俗稱灌票。首次發生電子媒體灌票行為之確切時間不可考，然已行之有年。本次總統大選因選情激烈，各媒體之灌票行為空前嚴重。而選前之估算與選舉結果頗有差距，甚至有媒體之開票數字因灌票而超出合理範圍者。
3月20日當天下午時間4點20分左右，從電視台開票的數據中可以發現很多台已經超過100萬票，4點40分時有許多台已超過400萬票，當時同一時間點上中選會的開票數據仍顯示0，在4點54分左右，中選會開出2號（連宋）為599票，1號（陳呂）為28票，而有部分電視台早已超過500萬票。
以下整理出票數一度超過中選會最終數據的電視台，計有：台視：1號（陳呂）、2號（連宋）；中視：2號；華視：1號、2號；民視：1號；GTV：1號、2號；年代：1號、2號；東森：1號、2號；中天：2號；TVBS：2號。
中天和TVBS在晚間6點45分的二組數據完全一樣（有互相抄襲的嫌疑）。
民視則是唯一的「1號一直領先2號」的電視台。
另外，公共電視當時的中立性也受到質疑；因為公視當日開票時所使用的數據來源有兩個，其一為中選會，其二為連宋競選總部。
本次開票，報導的較為離譜的為年代及東森。年代灌爆的情形為1號有650多萬票（實際最終為647萬票），灌爆的時間持續了將近40分鐘。東森在6點前2號贏1號40多萬票接近50萬票（實際差距不到3萬票）。中天新聞下午4點43分的廣告時間中出現2號得票735萬（相當於2000年選舉連宋合計票數），可能是電腦程式作業問題。三立更是下午5點打出總得票數綠贏藍100多萬票，但隨即消失，之後恢復雙方各450萬票上下的得票數。但中選會其實從5點起才有數字，5點到6點之間中選會呈現的數據的確為連宋領先，6點鐘時不過是28萬票對27萬票，6點以後公佈的數據1號就一路領先到結束。
最後除了三立新聞台和公共電視，其餘九家電視台所開出的總票數，皆超過了最後中選會公布的總票數。
灌票合理的解釋有可能是為了收視率、廣告收入，或是電視台本身的意識型態。也有人認為是資訊不足，佈線不夠，對於實際開票數字不能掌握，或內部電腦程式作業有問題，以及廣告時間的延誤等。
台灣媒體在經過此一事件後，信譽再度大幅下降。

## 選舉結果

### 全國得票統計
| 號次 | 當選         | 候選人       | 候選人       | 候選人       | 候選人       | 3月20日 中選會公告 | 3月20日 中選會公告 | 5月18日 驗票結果 | 11月4日 高等法院判決 | 11月4日 高等法院判決 |
| ---- | ------------ | ------------ | ------------ | ------------ | ------------ | ------------------ | ------------------ | ---------------- | -------------------- | -------------------- |
| 號次 | 當選         | 總統         | 副總統       | 政黨         | 政黨         | 票數               | 得票率             | 票數             | 票數                 | 得票率               |
| 1    | 當選         | 陳水扁       | 呂秀蓮       | 民主進步黨   | 民主進步黨   | 6,471,970          | 50.11%             | 6,446,900        | 6,461,177            | 50.10%               |
| 2    |              | 連戰         | 宋楚瑜       | 中國國民黨   | 親民黨       | 6,442,452          | 49.89%             | 6,423,906        | 6,435,614            | 49.90%               |
|      | 合格選舉人數 | 合格選舉人數 | 合格選舉人數 | 合格選舉人數 | 合格選舉人數 | 16,507,179         | 16,507,179         | 爭議票數：40,570 |                      |                      |
|      | 投票總人數   | 投票總人數   | 投票總人數   | 投票總人數   | 投票總人數   | 13,251,719         | 13,251,719         | 爭議票數：40,570 | -                    | -                    |
|      | 投票率       | 投票率       | 投票率       | 投票率       | 投票率       | 80.28%             | 80.28%             | 爭議票數：40,570 | -                    | -                    |
|      | 有效票       | 有效票       | 有效票       | 有效票       | 有效票       | 12,914,422         | 12,914,422         | 爭議票數：40,570 |                      |                      |
|      | 無效票       | 無效票       | 無效票       | 無效票       | 無效票       | 337,297            | 337,297            | 爭議票數：40,570 | -                    | -                    |

### 各縣市投票結果
| 臺北市                                                                       | 1,981,562 | 690,379   | 43.47% | 897,870   | 56.53% | 30,789 | 81.71% | -207,491 |
| 臺北縣                                                                       | 2,685,778 | 1,000,265 | 46.94% | 1,130,615 | 53.06% | 52,948 | 81.31% | -130,350 |
| 基隆市                                                                       | 290,439   | 90,276    | 40.56% | 132,289   | 59.44% | 4,996  | 78.35% | -42,013  |
| 宜蘭縣                                                                       | 337,886   | 147,848   | 57.71% | 108,361   | 42.29% | 8,885  | 78.46% | 39,487   |
| 桃園縣                                                                       | 1,273,026 | 448,770   | 44.68% | 555,688   | 55.32% | 30,838 | 81.33% | -106,918 |
| 新竹縣                                                                       | 323,148   | 92,576    | 35.93% | 165,027   | 64.07% | 6,737  | 81.80% | -72,451  |
| 新竹市                                                                       | 271,967   | 96,818    | 44.88% | 118,924   | 55.12% | 5,143  | 81.22% | -22,106  |
| 苗栗縣                                                                       | 407,634   | 123,427   | 39.24% | 191,059   | 60.76% | 10,868 | 79.82% | -67,632  |
| 臺中縣                                                                       | 1,070,877 | 440,479   | 51.79% | 410,082   | 48.21% | 21,270 | 81.41% | 30,397   |
| 臺中市                                                                       | 710,555   | 267,095   | 47.34% | 297,098   | 52.66% | 10,566 | 80.89% | -30,003  |
| 彰化縣                                                                       | 947,526   | 383,296   | 52.26% | 350,128   | 47.74% | 26,288 | 80.18% | 33,168   |
| 南投縣                                                                       | 396,464   | 146,415   | 48.75% | 153,913   | 51.25% | 8,784  | 77.97% | -7,498   |
| 雲林縣                                                                       | 552,795   | 243,129   | 60.32% | 159,906   | 39.68% | 16,748 | 75.94% | 83,223   |
| 嘉義縣                                                                       | 421,904   | 199,466   | 62.79% | 118,189   | 37.21% | 11,554 | 78.03% | 81,277   |
| 嘉義市                                                                       | 193,458   | 85,702    | 56.06% | 67,176    | 43.94% | 2,905  | 80.53% | 18,526   |
| 臺南縣                                                                       | 826,288   | 421,927   | 64.79% | 229,284   | 35.21% | 19,313 | 81.15% | 192,643  |
| 臺南市                                                                       | 547,903   | 251,397   | 57.77% | 183,786   | 42.23% | 8,247  | 80.93% | 67,611   |
| 高雄市                                                                       | 1,117,380 | 500,304   | 55.64% | 398,769   | 44.37% | 15,012 | 81.81% | 101,535  |
| 高雄縣                                                                       | 919,717   | 425,265   | 58.40% | 302,937   | 41.60% | 21,903 | 81.56% | 122,328  |
| 屏東縣                                                                       | 669,646   | 299,321   | 58.11% | 215,796   | 41.89% | 13,383 | 78.92% | 83,525   |
| 臺東縣                                                                       | 259,334   | 40,203    | 34.48% | 76,382    | 65.52% | 3,198  | 66.45% | -36,179  |
| 花蓮縣                                                                       | 180,255   | 53,501    | 29.79% | 126,041   | 70.21% | 4,523  | 70.98% | -72,540  |
| 澎湖縣                                                                       | 69,545    | 22,162    | 49.47% | 22,639    | 50.53% | 1,213  | 66.16% | -477     |
| 金門縣                                                                       | 45,353    | 1,701     | 6.45%  | 26,433    | 93.54% | 1,069  | 64.39% | -24,732  |
| 連江縣                                                                       | 6,739     | 248       | 5.76%  | 4,060     | 94.24% | 117    | 65.66% | -3,812   |
| 註： - 各縣市得票數領先者使用網底標出。 - 得票數據以中央選舉委員會公佈為準。 |           |           |        |           |        |        |        |          |

### 選舉結果地圖
| 各鄉鎮市區投票結果 |

- 各縣市得票數領先者地圖 
   陳水扁領先   連戰領先
- 各縣市得票率地圖
- 各鄉鎮市區得票率地圖

## 選舉後

### 公正性
對於台灣選舉的公正性一直有很多懷疑，在這一次的選舉中，藍綠雙方都指責對方非法操控選舉。首先是藍軍稱，發現由民進黨執政的臺北縣（今新北市）近日銷毀56袋印錯的選票，而台北縣根本就不需要那麼多選票，置疑當局故意多印選票，然後發給民進黨支持者，以增加時任總統陳水扁的選票。民進黨則稱只印錯600多張選票，其餘是裁剪選票後遺留下來的紙張。但是泛藍仍然表示擔心，稱會在各投票站部署人員，現場監看投票過程。
另一方面，民進黨也在3月18日指責，泛藍在綠軍領先的南台灣展開扣押身份證的行動，他們收購一些選民的身份證，在3月20日選舉結束後才歸還，以降低泛綠票倉的投票率，依此達到做票的效果。對此，藍營表示自己從未採取這類行動，是地方人士自發行為，而且根本沒有捲入金錢交易。

### 泛藍陣營的反應
在選舉結果揭曉，時任總統陳水扁以不到3萬票的優勢獲勝後，連戰在泛藍支持群眾前表示，這場選舉“疑雲重重！”十分不公義，稱要提出選舉無效之訴，並要求中選會查封所有票箱，進行驗票。台北市高等法院在3月21日早晨7點做出裁決，要求立即查封所有票箱。
在選舉結果揭曉後，大批泛藍支持者聚集在連宋競選總部前，不願散去，要求重點選票。在連宋離開後，群眾持續聚集通宵，在高雄和台中也有群眾聚集，抗議選舉結果，甚至爆發警民衝突。在台中，泛藍群眾聚集在台中地檢署前，要求立即查封票箱，臺中市市長、國民黨中常委胡志強在凌晨3點30分到達現場靜坐抗議。親民黨立委邱毅率眾包圍衝撞高雄地方法院，後被判處有期徒刑1年2個月，2007年「中華民國九十六年罪犯減刑條例」公布施行，減刑為有期徒刑7個月。

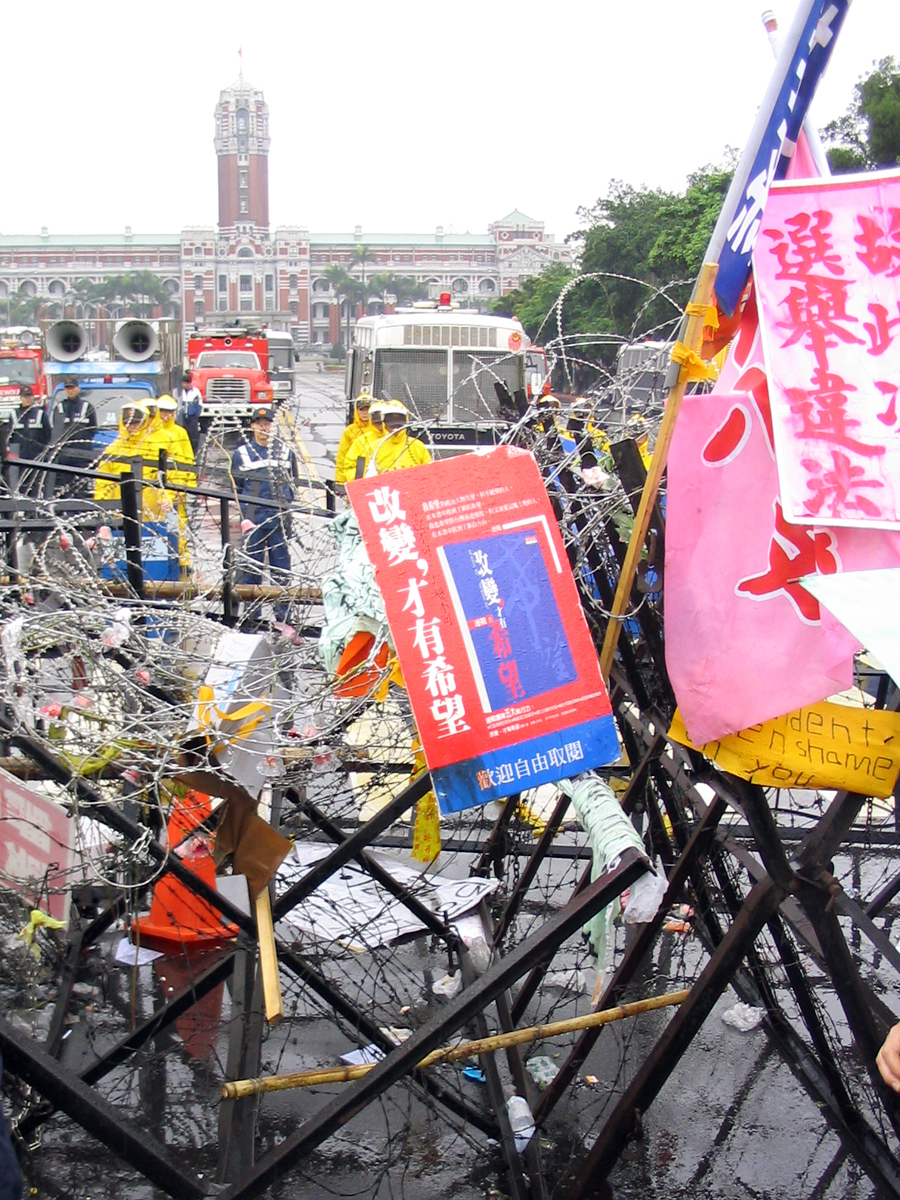
320抗議時，被拒馬重重保護的總統府

在台北，新黨主席郁慕明、國親多位立法委員也來到連宋競選總部，支持連宋關於要求驗票的要求。凌晨4時，連宋律師團將25份已經簽字的訴狀分別遞往全台25個縣市的高等法院，同時有群眾在總統府前聚集。3月21日上午10時，國民黨立法委員章孝嚴來到總統府，聲稱美國政府已經延後向時任總統陳水扁發賀電，表明美方面也置疑結果。台北市長馬英九、時任行政院長游錫堃則先後來到現場，要求群眾保持理性，主動離開，但是沒有效果。
泛藍支持者宣稱，他們在重新驗票之前將一直在總統府廣場靜坐，即使22日工作日時人數也沒有大批散去。
部分泛藍支持者的抗議行為引起部分輿論，特別是台灣南部民進黨、泛綠支持者們的不滿。
3月24日，民进党前主席許信良加入到抗議行列中，並以絕食表達不滿。
3月27日，藍軍在總統府前組織大規模的遊行示威。大量的國親支持者聚集在凱達格蘭大道，抗議選舉不公，並要求重新點票。根據一些報紙進行的調查顯示，59%的民衆反對抗爭，而66%的民衆贊成驗票。與此同時，數百名在紐約的泛藍支持者也舉行「紐約華人愛台灣」的集會，表示聲援「327大遊行」。此外在華盛頓等地也舉行類似的遊行活動。

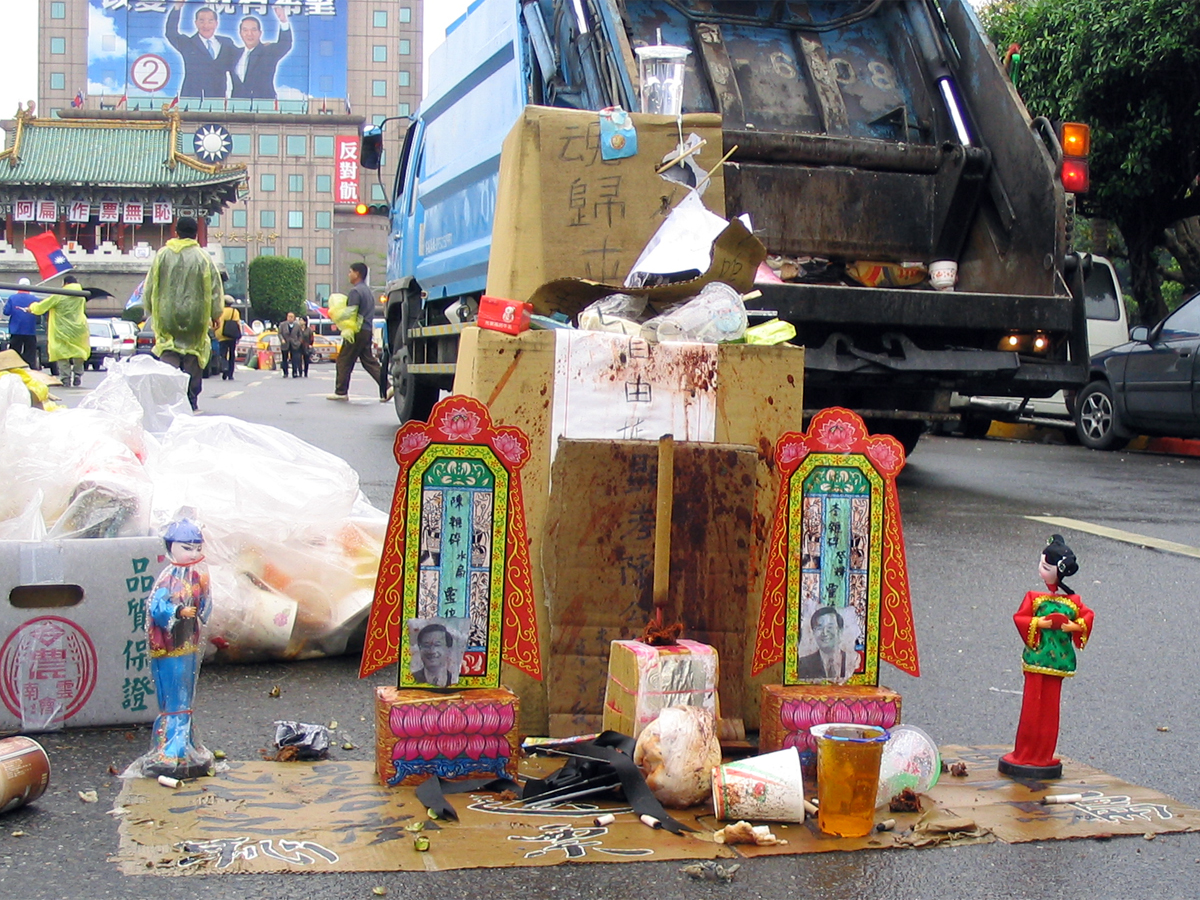
320抗議時，憤怒的民眾替時任總統陳水扁及前總統李登輝設置的牌位，背後為國民黨中央黨部及連戰、宋楚瑜的海報

3月27日當晚9點，時任總統陳水扁親自主持國際記者會，對示威事件發表強硬談話，稱總統府廣場必須在3月29日之前完全淨空，稱自己不是“軟腳蝦”。不過他也表示願意立即與連宋會面。
在327游行結束後，大多數支持者便離開廣場，只剩下上千名民眾繼續抗爭，這些人在凌晨也陸續離開，到3月28日清晨只剩下零星的數百人。3月28日清晨5點一刻，警方開始勸諭在凱達格蘭大道上剩餘的抗爭民衆離去，在此期間，警方與民眾發生零星衝突。在早上7點左右，清場工作已基本完成。而部分民衆則轉移到中正紀念堂繼續靜坐抗爭。從3月29日開始，陳文茜也每晚在中正紀念堂現場主持政論節目“文茜小妹大”，使得每天晚上參加靜坐的群眾人數又有增加。
4月2日，台灣高等法院首次就國親提出的選舉無效之訴開庭審理，有一名主審法官和兩名陪審法官負責，原定應在當天就可做出是否驗票的判決，但是因正反雙方無法就如何驗票以及驗票費用問題達成協議，法庭決定兩方應先溝通，延期判決。泛藍後做出讓步，表示同意全面驗票，而放棄之前所堅持的只驗陳水扁的票，但是有關費用問題卻依然存在分歧。
4月2日，由絕食抗爭召集人台大學生陳政峰與靜坐學生副總召陳信儒等來自台大等七名「大學生」開始絕食抗議選舉不公，要求真相，自詡為野百合學運的翻版。最後一共有30餘名的學生採取絕食行動至5月20日的方式表達抗議。宋楚瑜的夫人陳萬水與1989年天安門六四事件中曾同樣參與絕食的政治評論員吾爾開希皆曾到場慰問。這些學生自稱無黨派色彩，但其他大學生在網路上激烈辯駁，並揶揄他們的接力絕食衹是為了吸引媒體的目光，並沒有抗議的誠心。後來並發現其中帶頭學生有泛藍政黨黨工、青年會身份，相關合照也被公佈在台灣數個規模較大的BBS網路站台。
4月3日，國親再度在中正紀念堂舉辦5萬人的大型游行抗議活動，批評選舉不公正。由於國親的合法集會時間到4月4日即將結束，而且之後所有的游行集會申請全部被駁回，大部分泛藍支持者在游行活動後響應連戰號召，結束街頭抗爭，但是還是有數百人來到總統府前廣場抗議，他們高唱中華民國國歌，要求驗票，在警方舉牌警告集會非法後，依然不願意離去，在4月4日凌晨爆發新一輪的警民衝突。
4月4日，在中正紀念堂前靜坐的8名學生被警政署人員強行驅離，遭到泛藍人士的強烈抗議，他們稱學生們只是靜坐表達意願，並沒有妨害公共治安，警方沒有權力使用強制驅逐的方式。學生們在次日再度回到中正紀念堂繼續絕食靜坐。台北市長馬英九隨後也到現場向學生致意，並稱他也反對警政署強制驅逐的做法，事前只是同意警方以柔性勸導的方式規勸學生停止絕食。
4月7日，民進黨立法委員羅文嘉到達絕食現場，轉達時任總統陳水扁的決定：將在4月12日接見學生。但是學生們認為時任總統陳水扁誠意不夠，因為此前已經表明希望時任總統陳水扁在4月9日之前到絕食現場探望學生。他們決定將不會與時任總統陳水扁會面，並在4月9日結束第一輪絕食活動，將發動第二輪的運動，他們自稱為「四月學運」。但此時他們的中立性已受到其他大學生在網路上的質疑，不久後即草草收場。
到4月3日的游行後，國民黨內部出現不同的聲音。國民黨本土派成員認為應該結束抗爭活動，準備年底的立法院改選。但是親民黨和國民黨保守派則認為應該繼續抗爭。最終的決定是在4月10日舉行最後一場20萬人的游行後不再舉行游行活動，但是會繼續通過司法途徑來解決選舉爭議。他們同時也決定要發動連署發動公民投票，以成立三一九槍擊案獨立調查委員會，他們希望這個委員會能夠由立法院的朝野立委、監察院以及檢調單位三方組成，以確保調查的公正公開。不過這個提案在立法院已經遭到台聯立委攔阻，只能通過公民連署然後舉行公投的形式實現。

#### 公投拚真相集會
4月10日，泛藍再度發動「公投拚真相」集會，群眾前往凱達格蘭大道抗議，據警方估計至少有十二萬人參加。
下午6點04分，當集會活動結束、國親主席連戰、宋楚瑜立即離開會場；政治人物離去，但大部分群眾仍不離去，開始鼓譟。
下午6點20分，民眾合力將四層樓高的看板暨燈光鷹架被推倒，橫躺在拒馬上面。
晚上6點35分，七、八位民眾爬上橫躺的鷹架，向警方挑釁，有兩名男子和一名婦女爬過鷹架，闖入禁制區，立刻被警方逮捕。 
晚上7點08分，一名年約五十歲、爬上橫倒的鷹架上，向警方搖屁股挑釁的男子被逮捕，隨後部分群眾聚集介壽派出所前要求放人。
晚上7點13分，鎮暴噴水車展開第一波噴水驅離，群眾卻愈聚愈多，場面失控。
晚上7點15分，公園路介壽派出所被民眾攻擊，變電箱遭破壞。
晚上7點33分，介壽派出所內全面斷電，頂樓的指揮監控系統也因此失效，指揮官改以無線電部署警力；民眾持續以石塊棍棒攻擊派出所。
晚上7點38分，派出所前方空地突然冒出汽油味，警方發現有人趁亂以水瓶裝汽油向所內丟擲，警方立即噴滅火器以防意外，汽油未引燃，多數民眾聞到汽油味紛紛走避。
晚上7點50分，仍有汽油彈扔進派出所，警方一度想衝出抓人，但滋事民眾趁鐵門未開即逃離，警方只得作罷。
晚上8點10分，鎮暴部隊在公園路北側集結，推進至凱達格蘭大道前斑馬線，順利「收復」介壽派出所。
晚上9點45分，集會時間即將屆滿，親民黨立委李慶華等人進入介壽路派出所協調，部分泛藍支持者陸續推倒另三座巨大鷹架，合力扛起鷹架當作「撞城木」衝撞警察與拒馬，並向警察丟擲瓶罐等雜物，警方再度動員逮捕滋事民眾，雙方再度爆發衝突。 
晚上10點10分，警方見集會遊行時間已過，開始對群眾喊話柔性勸導，但群眾情緒沸騰，企圖衝撞封鎖線，也推倒拒馬或架起木板，阻擋警方，另有群眾站上鷹架與警方對峙。 
晚上10點15分，部分群眾將矛頭指向媒體，年代新聞台的攝影記者黃星皓正在拍攝現場時，不知何故，被近十名戴口罩、手持鐵條的青少年鎖定，恐嚇黃星皓「不要播了！」；有人持國旗旗杆毆打黃星皓，黃星皓反抗，但引來更多群眾攻擊，一位導播同事與一位工程人員欲助他脫困，也遭毆打；群眾同時毆打東森電視台攝影記者魯品農。
晚上10點20分，臺北市市長馬英九下令驅散群眾。
晚上10點30分，警方展開驅離，一名群眾手持長木棍攻擊，零星衝突不斷，警方持續推進，並逮捕滋事民眾。約有20多名群眾不滿被驅離，又試圖推倒大型鷹架阻隔警方。 
晚上10點38分，一位不知名男子從台北賓館內丟擲汽油彈攻擊警方，引發火勢；警方大動員迅速推進，強制驅離群眾。
晚上10點45分，優勢鎮暴警力將群眾往景福門推進，淨空凱達格蘭大道。
晚上11點05分，攝影風網站站長劉家任，因拍到群眾攻擊警方的畫面，群眾要求交出底片並出示身分證件，劉家任不從，被五、六名群眾圍毆，隨後劉出示名片，並表示他冒著生命危險採訪新聞被打，警方卻沒處理。 
凌晨0點35分，鎮暴部隊將群眾驅趕到國民黨中央黨部前，群眾人數已逐漸減少。
凌晨1點30分，宋楚瑜探視靜坐的親民黨立委勸他們回去，宋與該黨立委於二時許離去。國民黨秘書長林豐正，也於抵達台大醫院探問國、親立委，並對有人在此次集會因遭驅離而受傷表示遺憾。

## 爭議及影響

### 選舉結果質疑
泛藍陣營於3月20日開票當晚對投票結果不滿，拒絕認輸，稱時任總統陳水扁有舞弊嫌疑，主要爭議的疑點包括：
- 三一九槍擊事件對選情的影響：國親支持者認為，在3月19日之前的所有民調（無論是選前10天之前所公布的還是在選前10天所做的內部民調）都顯示，連宋領先對手6~7個百分點，但是在3月19日槍擊事件之後只領先1個百分點，認為槍擊事件疑點重重，可能是綠軍自導自演，但是民進黨否認，稱警方已經將事件定性為純粹的刑事案件。
- 民調與選舉結果的差異；泛藍指控，選前的許多民調及選舉當天的出口民調都顯示，連宋陣營的支持率高於扁呂。但是泛綠則反駁台灣的民調本來就容易高估泛藍支持率，原因在於民調機構本身的顏色、而專業性也有問題、不要誠實回答民調早就是一些泛綠支持者的共識。
- 作票傳言：傳聞有旅居海外僑民在台灣的親人接到自稱是台南扶輪社的電話，調查親屬是否會回台投票。[來源請求]泛藍也盛傳民進黨在南部有些地區有作票行為，許多不具投票資格的人，竟然在選舉名冊上。
- 點票過程和廢票：泛藍支持者認為是民進黨在點票過程中做了手腳，但是民進黨表示對方始終沒有證據；另一方面，最後公布的廢票高達33萬張，占總投票數的2.5%，是上次選舉的幾乎3倍，但是民進黨表示主要是廢票認定標準加嚴，而此作法也對泛綠不利；加上選舉前鄭村棋發動“百萬廢票運動”，因此廢票有增加並不奇怪。
- 軍隊投票：由於三一九事件，藍軍質疑有至少20萬軍人因而無法投票，而軍隊一向是偏泛藍的。中華民國國防部否認該項指控，指當天因戰備狀態而無法投票之軍人僅約三萬多人。不過這仍然可能對這場差距極微的選舉造成影響。
- 廢票認定：泛藍指責一些地區對廢票認定的標準不一，使得很多原本是投向泛藍的票都被認定廢票，不過民進黨也回應稱沒有發現認定標準不一的情況，而且提高廢票標準（蓋在圈選欄外即屬無效票）是泛藍自己在立法院提出並修法的。

3月21日清晨六時許，台灣高等法院在泛藍陣營的要求之下裁定查封全國票匭。連戰、宋楚瑜於2004年5月10日提出總統大選陳、呂當選無效及選舉無效之訴；當選無效之訴主要是質疑陳呂以不法方式勝選，選舉無效之訴主要是質疑選務機關辦理大選不公；台灣經歷了民主化以來第一次的全國性驗票。管轄當選無效之訴的台灣高等法院經近半年的審理，於11月4日宣判連、宋敗訴。一判決指出，全面驗票後，陳呂與連宋票數贏輸差距，雖有變化，但陳呂仍贏2萬5,563票，不影響當選之結果。12月30日，台灣高等法院駁回國親提出的選舉無效之訴。選舉無效的四大爭議點為：公投綁大選、319槍擊事件、妨害投票秘密和選務工作違法，判決認為中選會點票有瑕疵但不違法也不足以影響結果，總統大選和公投，依法可以同日舉行，而319槍擊事件、啟動國安機制等不是總統副總統選罷法中規定必須停止選舉的要件，因此中選會並無違反中立公正，所以判國親敗訴。
2005年6月17日，最高法院判決連宋陣營所提之陳、呂「當選無效」之訴敗訴，當選無效之訴宣告定讞。
2005年9月16日，最高法院判決連宋陣營所提之陳、呂「選举無效」之訴敗訴，选举無效之訴宣告定讞。

### 政治影響及效應

#### 綠營方面
時任總統陳水扁在當選連任之後，提拔黨內的明星及為黨內派系進行權力分配，首先行政院院長游錫堃大幅改組內閣，行政院秘書長由葉國興出任。文建會主委則由陳其南接任。陳水扁也將任期過半的縣市長提拔，例如內政部長余政憲以319槍擊事件下台負責，由屏東縣縣長蘇嘉全接任。外交部長簡又新則以「為美國在台協會主席夏馨因賀電事件下台負責」為由請辭，由民進黨台南縣立委陳唐山接任。時任客委會主委的葉菊蘭升任為行政院副院長，立委羅文嘉則任客委會主委。陳其邁則接任行政院發言人。林佳龍則出任新聞局長。另外，四大天王之一的臺北縣縣長蘇貞昌被升為總統府秘書長。而高雄市市長謝長廷任期未過半，但他的子弟兵卓榮泰則升任總統府副秘書長。
在選後，綠軍士氣及支持度高漲，民調及輿論風向顯示台灣當時應有明顯過半民眾認為藍軍以「非常不理性」的態度來對待民進黨政府、並製造謠言污衊泛綠；故綠軍期待在年底的立法委員選舉中，以民意支持而連任的執政者身份，來奪得「國會過半」的目標。於是綠營方面有信心選票會大幅上揚，故在一些在是次選舉大有斬獲的地方高額提名，種下立委議席未能過半的遠因。而後立委選舉結果顯示，泛綠得票率的成長未如預期，造成泛綠當選席次比得票率少的結果。

#### 藍營方面
國親合作選舉總統，其實有不少隱憂，因為國民黨內的本土勢力，向來與親民黨及宋楚瑜不和。而且國民黨高層也經常憂心，宋楚瑜一旦當選副總統將會對政府起主導作用，而非只當無實權的副總統。此外國民黨亦擔心以王金平為首的本土勢力會和宋楚瑜合作控制國民黨主流，如同李登輝時期一樣。而且，國親合作是因為2000年總統大選時，國親的票數超越時任總統陳水扁很多，所以他們期望合作贏回政權，以達到「1加1大於2」的效果，內部不團結是國親敗選的主要原因之一。
藍營方面認為，雖然他們對時任總統陳水扁的弊案窮追猛打，但是最後敗給了「兩顆子彈」，如果當時陳水扁沒有中槍，就會落選，所以他們堅持319槍擊案是綠營操作的，於是他們提出當選無效之訴。他們這樣做有兩個目的，一來令自己不致於樹倒猢猻散，二來可以綁住國民黨的本土派，使他們不容易出走。年底的立法委員選舉，國親兩黨一片低氣壓，王金平、林豐正等人高呼立委提名數量“總量管制”，以現任立委連任為優先，限制兩黨提名的候選人數目。國民黨內部多次要求秘書長林豐正下台，為敗選負責。
時任總統陳水扁成立「三一九槍擊事件特別調查委員會」，並簽署箋函請監察院長錢復出任該委員會主席。錢復亦宣布，在來年二月院長任期滿後，不再出任政府公職。
泛藍以立院優勢通過「三一九槍擊事件真相調查特別委員會條例」，簡稱「真調會法案」。由於泛綠認為真調會條例明顯違憲，不適用刑事訴訟法，故提出覆議，但覆議失敗。
綠營以總統令加上「批示」，「批示」如下：「總統、副總統於選舉期間同時遭受槍擊，為明事實真相自應調查。政府支持調查，但不應違憲調查。本條例既有重大憲政爭議，宜尋求釋憲或修法解決，以符憲政秩序。」綠營隨後將此法向司法院提出釋憲。行政院長游錫堃與其內閣團隊宣布，行使公務員“合法”的“抵抗權”，反制真調會的運作。10月7日法務部長陳定南，行政院發言人陳其邁、內政部長蘇嘉全、政務委員許志雄、行政院主計長許璋瑤至真調會，雙方互不相讓，使真調會召集委員、前司法院長施啟揚下逐客令，雙方不歡而散。綠營種種針對真調會的動作，使藍營更堅信：「319事件是綠營操作的結果，他們不敢接受調查。」年底立法委員選舉，由於藍軍出現危機感，加上總量管制及票源整合，成功使藍軍維持得到過半的席次，繼續控制立法院。立委選舉過後，真調會被判定部分條款違憲，其違憲理由大致如同泛綠的指控。

### 社會影響
2004年的總統選舉可以算是歷年來最激烈的一次，選舉的結果表明，台灣社會對兩組候選人有幾乎相同的支持度，無論最終誰上台，可能都難以得到另外一半選民的支持和認同，許多人擔心，未來的總統將很難推行任何重大改革計劃。
泛綠的氣勢及民意支持率在總統大選後、因泛藍大規模的示威抗議而達到最高峰，一直到立委選舉後才開始明顯下降。無論時任總統陳水扁的中槍是真是假，全台灣已經有一半的人對此表示懷疑，即使三一九槍擊事件是真的暗殺企圖，那麼多人的質疑也表明，總統的誠信已經蕩然無存；而泛藍選後的抗議大幅打擊泛藍及其支持者的形象，泛綠支持者及少數泛藍支持者則譴責連宋「輸不起，所以製造《槍擊案自導自演》及《做票》等謠言來污衊陳水扁」，掩飾其拒絕接受選舉結果的事實。
選後泛藍的抗議行為則讓泛綠支持者對泛藍不尊重選舉結果「感到仇恨」；泛綠（如林濁水）批評泛藍支持者及親藍媒體製造謠言、仇恨、族群階級歧視。選後台灣的政治衝突也令人憂心，這是因為藍綠雙方抗議行為過於激烈、言論過於惡毒；這種作法至少會引起對方內心的仇恨與蔑視、也可能引起對方學習此惡劣手段。
此外，時任總統陳水扁在4年內增長150萬張選票，而民進黨在成立最初的10年中選票增長非常有限，卻在執政這4年中迅速增長了10多個百分點，認為陳水扁政府在四年間建立了更穩定的群眾基礎，即使沒有三一九事件，有關的選票也會流向陳水扁。陳水扁強烈要求維持台灣主權獨立的現狀，反對中國武力威脅甚至侵略，捍衛台灣的主權和利益，與美國保持合作關係，並繼承過去國民黨一直以來的親美反共的意識形態；民進黨長久以來累積的成長，以及台灣主體意識在主流民意地位的鞏固（有關主體意識不限於支持民進黨），也在這次選舉當中得到應證。唯一可以確定的是，台灣經過這次的大選，已經清楚看到台灣主體意識主導整個選舉，即使泛藍也趨向本土化，並日益減少過去的中國色彩，台灣民主的體制也將面對一個嶄新的局面。

## 資料來源與注釋
1. ↑  . 聯合報. 2021-06-17  [2022-12-28]. （原始内容存档于2023-01-30）.
2. ↑  . 自由時報. 2019-08-11  [2022-12-28]. （原始内容存档于2022-12-28）.
3. ↑  . TVBS. 2004-02-27  [2022-12-28]. （原始内容存档于2022-12-28）.
4. ↑  . 中華民國總統府. 2003-10-01  [2022-04-23] （中文（臺灣））.
5. 1 2 3  小笠原欣幸. . 大家出版. 2022. ISBN 978-986-5562-10-6.
6. ↑  2004總統大選民調結果一覽表（東森新聞報，2006年11月1日造訪）
7. ↑   (PDF). 中央選舉委員會: 106–115. 2003-11-19  [2023-10-09].
8. ↑   (PDF). 93年會議紀錄. 中央選舉委員會. 2004-01-14  [2023-10-09].
9. ↑  . NOWnews. 2021-11-18  [2023-10-09]. （原始内容存档于2021-12-18）.
10. ↑  . TVBS. 2003-11-20  [2023-10-09]. （原始内容存档于2023-10-09）.
11. ↑  . 中央選舉委員會. 2004-03-20  [2011-08-08].[]
12. ↑  . 台灣高等法院. 2004-11-04  [2011-08-08]. （原始内容存档于2008-05-11）.
13. ↑  . 選舉資料庫.   [2024-01-20]. （原始内容存档于2024-01-19） （中文（臺灣））.
14. ↑  【總統大選】國民黨支持者台中、高雄、台南暴動，邱毅衝撞法院  （页面存档备份，存于）.2004-04-10
15. ↑  . 2004-03-27  [2013-08-09]. （原始内容存档于2016-03-04）.
16. ↑  2004年4月10日中視新聞 陳水扁319槍擊案後的搖滾暴動  （页面存档备份，存于）.2004-04-10
17. ↑  【總統大選】國民黨支持者拿國旗打年代新聞記者的頭並圍毆 （页面存档备份，存于）.2004-04-10
18. ↑  【總統大選】國民黨支持者向鎮暴警察投擲汽油彈，火燒警察  （页面存档备份，存于）.2004-04-10